# ضوء القمر وعيد الحب (مسلسل)
ضوء القمر وعيد الحب (صيني: 结 爱 · 千岁 大人 的 初恋)، والمعروف أيضًا باسم رباط الحب: حب صاحب السعادة الأول، هو مسلسل ويب درامي صيني من بطولة فيكتوريا سونغ وهوانغ جينغ يو وإخرج Leste Chen تم بثه على منصة تينسنت فيديو من 9 مايو 2018 إلى 13 يونيو 2018. الدراما مقتبسة عن رواية (Jie Ai·Yihe Fenghuan) للمؤلف Shi Dingrou.

## القصة
تور أحداث القصة حول غوان بيبي فتاة طبيعية وسليمة تقابل ذات يوم شاب وسيم وغامض يدعى هيلان جينغ تينغ أعمى في النهار ومبصر بالليل، ذلك لأن هيلان في الأصل «ثعلب» أجنبي عاش منذ ألف عام، في حين أن بيبي تبدو بشرية طبيعية. من خلال السلسلة وذكريات الماضي يتضح أن في حياة بيبى الأولى قامت بالتضحية بنفسها لعلاج المشكلات الصحية لهيلان. نتيجة لذلك، يبحث عنها هيلان في جميع حيواته.
وفي كل حياة يلتقيا فيها يقعان في حب بعضهما لكن نتيجة لتضحية بيبي السابقة فهي لا تعيش أبدًا بعد 24 عامًا، فيحاول هيلان هذه المرة البحث عن علاج للعنة بيبي.

## طاقم العمل
- فيكتوريا سونغ
- هوانغ جينغ يو

## أصداء
- تم تصوير المسلسل في بانكوك، تايلاند من سبتمبر إلى ديسمبر 2017.[2][3]
- تلقى المسلسل مراجعات إيجابية بسبب الإنتاج العالي الجودة، والحبكة الدرامية لبنية القصة بالإضافة إلى المميزات الجديدة.[4] تمت الإشادة ببطلي السلسلة الممثلة فيكتوريا سونغ والممثل هوانغ جينغ يو، لأدائهما واستخدام أصوات مبتكرة.[5] حصلت السلسلة أيضًا على أكثر من ملياري مشاهدة على منصة تينسنت فيديو وذلك قبل انتهاءها.[6]
- ومع ذلك، تلقت الحلقات الأخيرة للسلسلة انتقادات لاذعة لتغييرها المفاجئ في اتجاه الحبكة وانخفاض عدد المشاهد. استجابة لذلك، نشر كاتب السيناريو اعتذارًا مكتوبًا على موقع ويبو، حيث طلب من المشاهدين عدم إلقاء اللوم على المخرج والممثلين على انهيار السرد البنيوي للقصة.[7]

## جوائز وترشيحات
| نوع الجائزة                                                | الفئة                   | العمل المرشح        | النتيجة | مراجع. |
| ---------------------------------------------------------- | ----------------------- | ------------------- | ------- | ------ |
| Huading Awards النسخة 24                                   | أفضل ممثل (دراما عصرية) | هوانغ جينغ يو       | فوز     | [ 8 ]  |
| البراعم الذهبية - مهرجان القناة الثالثة للأفلام والتلفزيون | أفضل 10 دراما ويب       | ضوء القمر وعيد الحب | فوز     | [ 9 ]  |

## روابط خارجية
- ضوء القمر و عيد الحب (مسلسل) على موقع IMDb (الإنجليزية)
- ضوء القمر و عيد الحب (مسلسل) على موقع كينوبويسك (الروسية)
- ضوء القمر و عيد الحب (مسلسل) على موقع قاعدة بيانات الفيلم (الإنجليزية)